# Никанор Охридски
Никанор е православен духовник, охридски архиепископ през 1551-1557 година.
Сведенията за Никанор са оскъдни: споменат е в писма на наследниците му на охридската катедра. Умира през 1557 година.